# ナントカセンセーション
「ナントカセンセーション」は、2016年3月30日に発売された日本の男性5人組シンセポップロックバンド、The 3 minutesの1枚目のシングル。

## 収録内容

### CD
| #         | タイトル                    | 作詞      | 作曲      | 時間 |
| --------- | --------------------------- | --------- | --------- | ---- |
| 1.        | 「SE」                      | -         | ひろ坊    | 1:03 |
| 2.        | 「3分間コミュニケーション」 | りょう    | ひろ坊    | 4:10 |
| 3.        | 「ナントカセンセーション」  | りょう    | ひろ坊    | 3:42 |
| 合計時間: | 合計時間:                   | 合計時間: | 合計時間: | 8:55 |

## ミュージック・ビデオ
撮影ロケ地は「名古屋市千種文化小劇場（ちくさ座）」。ちくさ座でのPV撮影はプロ・アマ問わず史上初である。